# Bayan Mandahuformatie

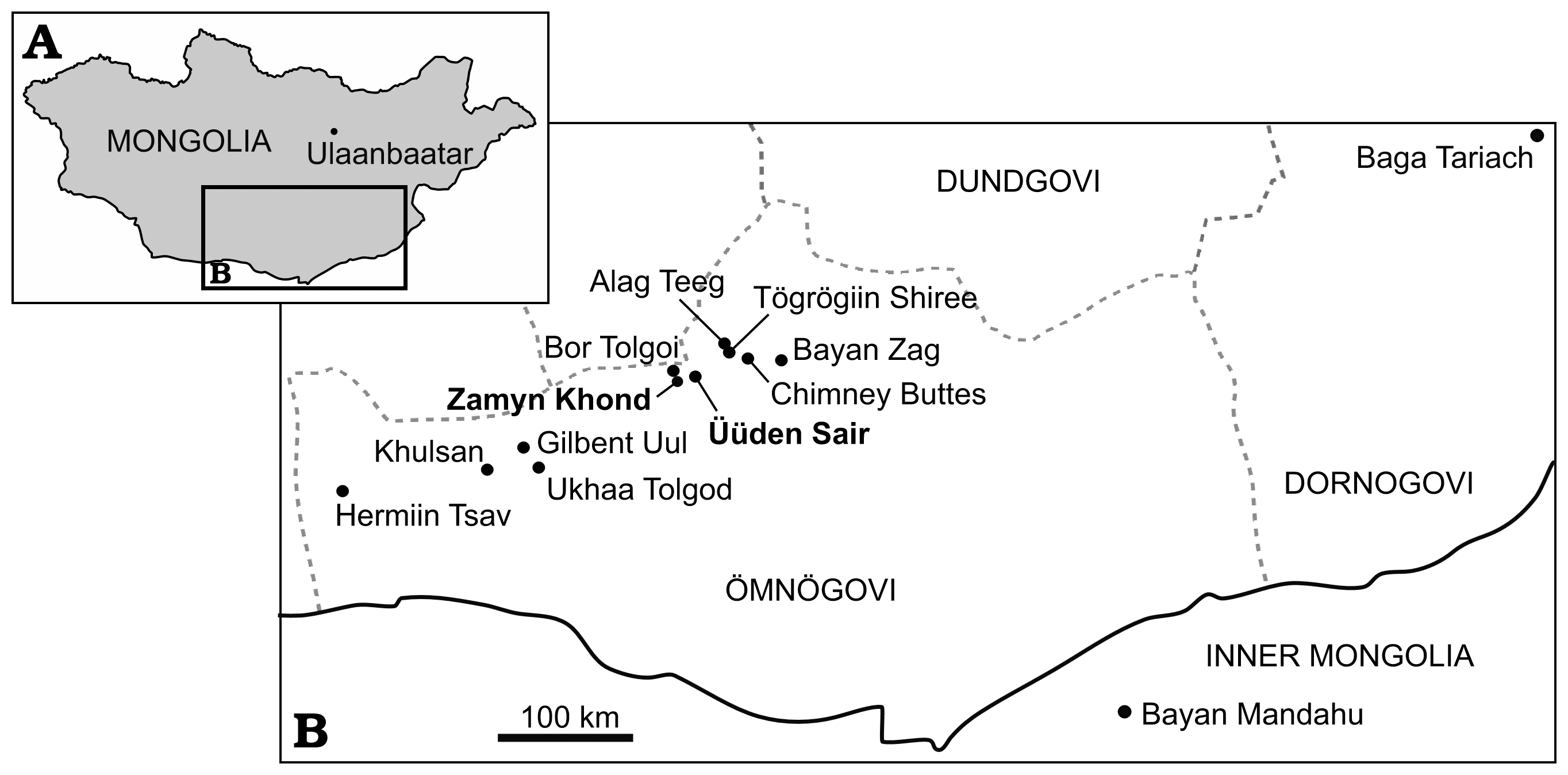
Kaart met ligging van het dorp en vindplaats Bayan Mandahu in de autonome regio Binnen-Mongolië van de Volksrepubliek China, met vermelding van andere belangrijke vindplaatsen uit het Laat-Campanien van de Gobiwoestijn.

De Bayan Mandahuformatie (Bayan Mandahu redbeds) is een geologische formatie langs de zuidelijke rand van de Gobiwoestijn in de autonome regio Binnen-Mongolië van de Volksrepubliek China. De naam van de formatie verwijst naar het dorp en bekende vindplaats van gewervelde fossielen Bayan Mandahu (North Canyon), ongeveer 40 km noordelijk van Urad Houqi Banner, Bayan Nur. De Bayan Mandahu redbeds bevinden zich ongeveer vijftig kilometer ten noordwesten van het Lang Shangebergte dat het zuidelijk deel van de huidige Mongoolse Hoogvlakte en het Gobibekken van de alluviale vlakte van de Gele Rivier scheidt. Zoals het geval is met vele andere locaties in de Gobi is er geen informatie beschikbaar met betrekking tot de absolute ouderdom van de Bayan Mandahu-ontsluitingen. Maar gebaseerd op algemene overeenkomsten tussen de gewervelde fauna en de sedimenten van de Bayan Mandahuformatie en de Djadochtaformatie in de pre-Altai Gobi, plaatst men de Bayan Mandahuformatie in het Boven-Krijt, in de etage Campanien (tussen ca. 75 tot ca. 71 miljoen jaar oud). De twee formaties worden beschouwd als stratigrafische correlaties. De sedimenten van de Bayan Mandahuformatie bestaan voor het grootste deel uit mudstone, fijne zanden en caliches en werden afgezet tussen een bergketen en een duingebied door meren, stromen en duinen. Over het algemeen vertoont de facies veel gelijkenis met die te Bayn Dzak.
Zoals ook het geval is te Bayn Dzak is de Dinosauriafauna soortenarm. Andere gewervelden zijn : zoogdieren, schildpadden, Squamata en krokodilachtigen (Crocodylomorpha). Vertegenwoordigers van de Dinosauria zijn kleine tot middelgrote vleeseters behorende tot de klade Maniraptora (families Oviraptoridae, Troodontidae, Alvarezsauridae en Dromaeosauridae), gepantserde Dinosauriërs (Ankylosauria) en kleine gehoornde Dinosauriërs (Protoceratopidae). Er werden zes verschillende soorten fossiele eieren van gewervelde dieren aangetroffen. De meest voorkomende gewervelden worden aangetroffen in eolische afzettingen en worden daardoor beschouwd als de resten van autochtone thanatocoenosen, waarvan de meeste individuen in situ (ter plaatse) omkwamen door zandstormen. Zeldzame en fragmentarische resten van grote Dinosauria (families Hadrosauridae en Tyrannosauridae, en infraorde Sauropoda) komen voor in grofkorrelige alluviale afzettingen en vormen de allochtone thanatocoenosen van de Bayan Mandahuformatie. Semi-aquatische en aquatische gewervelden komen weinig voor en hebben een lage biodiversiteit. Maar ook de globale lage biodiversiteit van de fossiele levensgemeenschap van de vindplaats te Bayan Mandahu, en binnen de gehele Bayan Mandahuformatie, en de kleine tot middelgrote afmetingen van de aangetroffen individuen, wijzen op een paleomilieu dat onderhevig was aan een relatief hoge druk door belastende milieuomstandigheden. Deze interpretatie is verenigbaar met de conclusies van sedimentologisch onderzoek door Jerzykiewicz et al., 1993.
Op basis van het voorkomen van goed ontwikkelde caliches, alluviale en eolische gesteentelagen, lijkt het klimaat semi-aride of aride geweest te zijn. Te Bayan Mandahu werd wel een hoge diversiteit aan hagedissen vastgesteld, wat eveneens aangeeft en ondersteunt dat de locatie een hete woestijn kan geweest zijn, vergelijkbaar met de huidige Noord-Amerikaanse Sonorawoestijn of de Grote Victoriawoestijn van Australië. De Djadochtaformatie werd op dezelfde manier geïnterpreteerd. In de Bayan Mandahu redbeds wordt een verscheidenheid aan sporenfossielen aangetroffen, met rhizolieten en endogene sporen. Sporen van endogene krachten zijn goed bewaard gebleven en zijn typisch geassocieerd met eolische afzettingen, wat erop wijst dat deze afzettingen minstens seizoensgebonden vochtig en samenhangend waren. Volgens Jerzykiewicz et al., 1993 kan de stelling van sommige onderzoekers dat het Gobibekken een groot landinwaarts meer was niet behouden blijven binnen de context van de paleontologische en sedimentologische gegevens van de Djadochtaformatie en gecorreleerde formaties. In tegenstelling tot de constante sedimentatie in meren en op hun oevers die karakteristiek was voor het onderliggende Onder-Krijt en Onderste Boven-Krijt van het Gobibekken, markeren de Bayan Mandahuformatie uit het Campanien en de gecorreleerde Djadochtaformatie een uitgesproken verschuiving naar sedimentatie in en rond meren, afgewisseld met eolische sedimentatie in een toenemend droog klimaat.

## Paleofauna van de Bayan Mandahuformatie

### Zoogdieren (Mammalia)

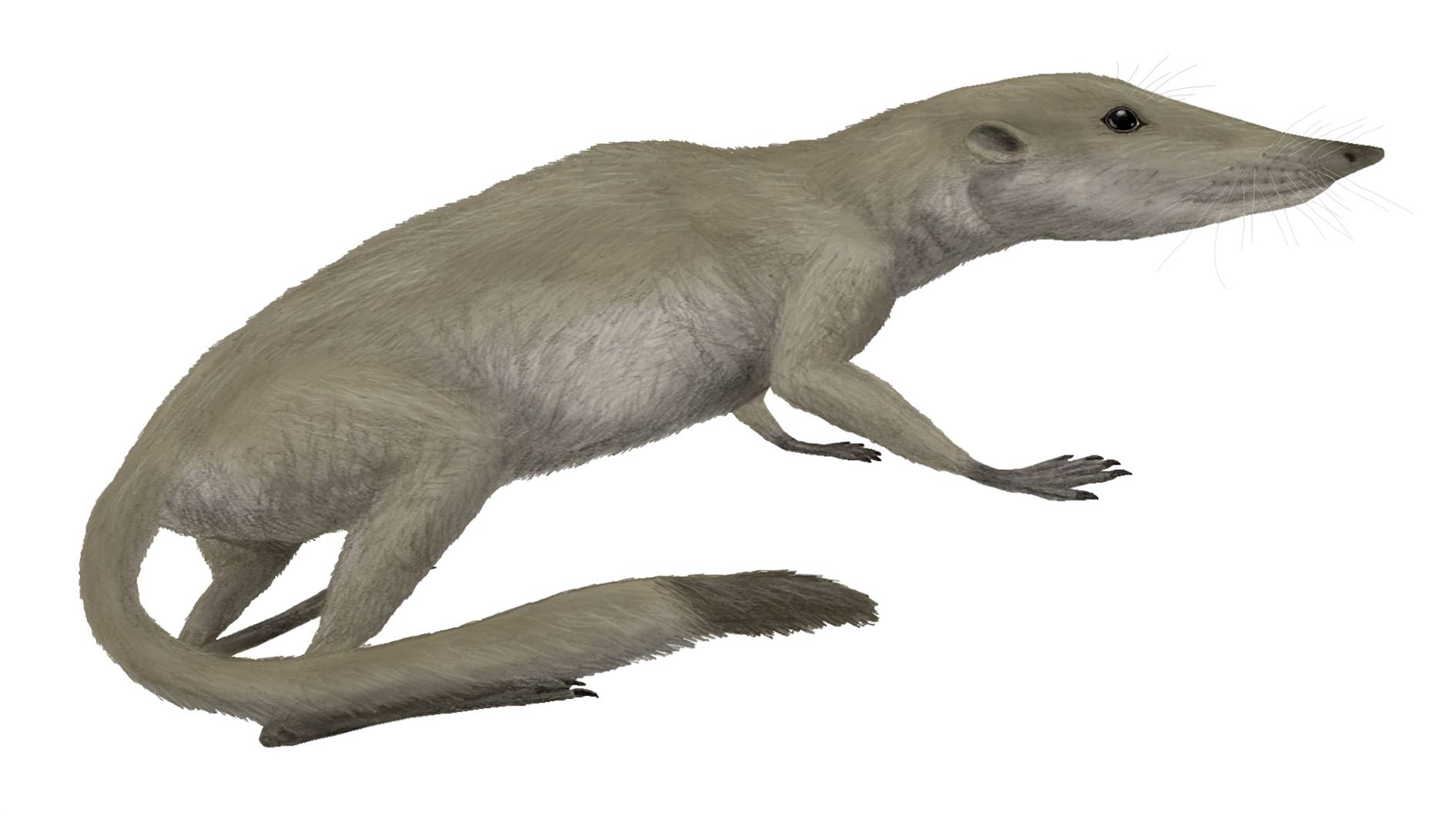
Zalambdalestes

| Genus            | Species              | Hoger taxon        | Hoger taxon         | Hoger taxon      | Hoger taxon |
| ---------------- | -------------------- | ------------------ | ------------------- | ---------------- | ----------- |
| ? Kennalestes    | K. gobiensis         | Kennalestidae      | Asioryctitheria     | Eutheria         | Theria      |
| ? Zalambdalestes | Z. sp.               | Zalambdalestidae   | Asioryctitheria     | Eutheria         | Theria      |
| ? Deltatheridium | D. pretrituberculare | Deltatheridiidae   | Deltatheroidea      | Metatheria       | Theria      |
| Djadochtatherium | D. matthewi          | Djadochtatheriidae | Djadochtatherioidea | Multituberculata | Allotheria  |
| Guibaatar        | G. castellanus       | Djadochtatheriidae | Djadochtatherioidea | Multituberculata | Allotheria  |
| Kryptobaatar     | K. dashzevegi        | Djadochtatheriidae | Djadochtatherioidea | Multituberculata | Allotheria  |
| ? Tombaatar      | T. sabulii           | Djadochtatheriidae | Djadochtatherioidea | Multituberculata | Allotheria  |

- Zalambdalestes

### Dinosauria (Ornithischia)
| Genus           | Species             | Hoger taxon          | Hoger taxon   | Hoger taxon  | Hoger taxon | Hoger taxon     | Hoger taxon |
| --------------- | ------------------- | -------------------- | ------------- | ------------ | ----------- | --------------- | ----------- |
| Protoceratops   | P. hellenikorhinus  | Protoceratopidae     | Coronosauria  | Neoceratopia | Ceratopia   | Marginocephalia | Cerapoda    |
| Bagaceratops    | B. rozhdestvenskyi  | Protoceratopidae     | Coronosauria  | Neoceratopia | Ceratopia   | Marginocephalia | Cerapoda    |
| Breviceratops   | B. kozlowskii       | Protoceratopidae     | Coronosauria  | Neoceratopia | Ceratopia   | Marginocephalia | Cerapoda    |
| Magnirostris    | M. dodsoni          | Protoceratopidae     | Coronosauria  | Neoceratopia | Ceratopia   | Marginocephalia | Cerapoda    |
| ? Udanoceratops | U. tschizhovi       | Leptoceratopidae     | Coronosauria  | Neoceratopia | Ceratopia   | Marginocephalia | Cerapoda    |
| Pinacosaurus    | P. mephistocephalus | Ankylosauridae       | Ankylosauria  | Thyreophora  | Genasauria  |                 |             |
| Pinacosaurus    | P. grangeri         | Ankylosauridae       | Ankylosauria  | Thyreophora  | Genasauria  |                 |             |
|                 |                     | Hadrosauridae indet. | Euornithopoda | Cerapoda     | Genasauria  |                 |             |

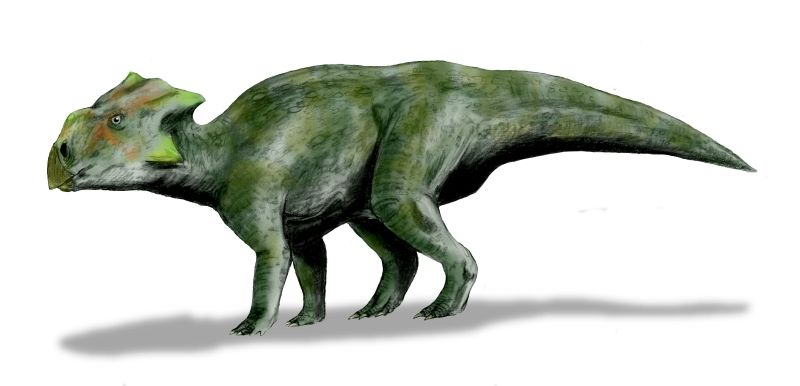
Bagaceratops rozhdestvenskyi
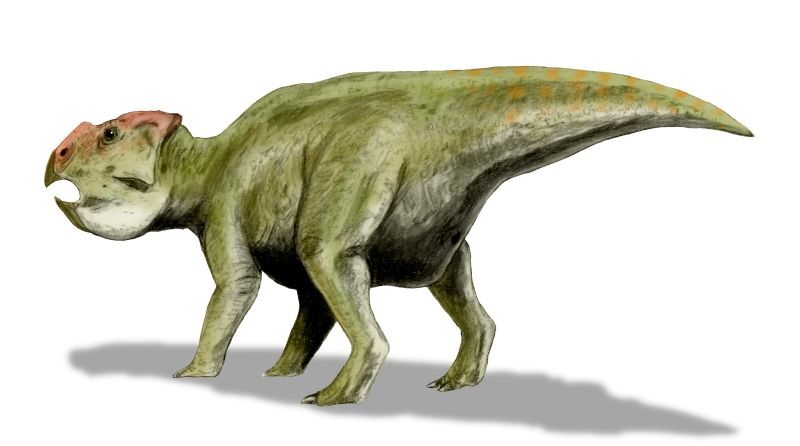
Udanoceratops tschizhovi
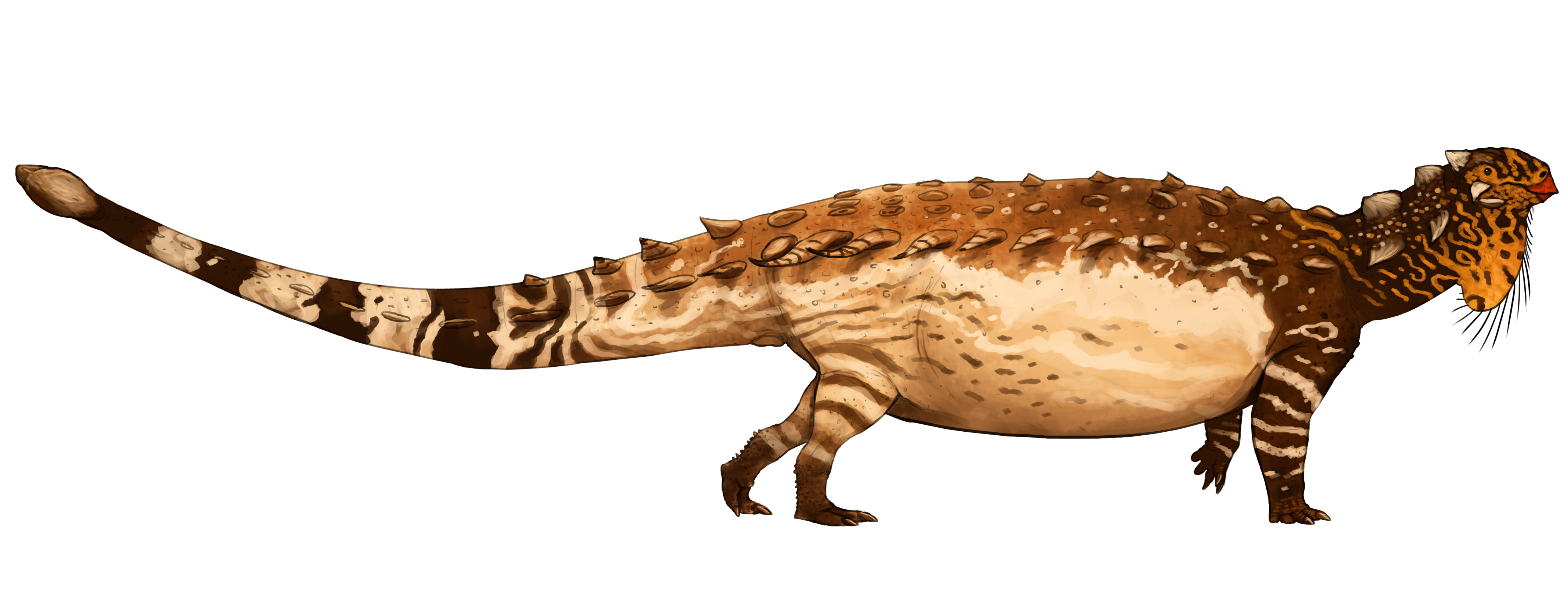
Pinacosaurus mephistocephalus

### Dinosauria (Saurischia)
| Genus           | Species          | Hoger taxon              | Hoger taxon      | Hoger taxon      | Hoger taxon | Hoger taxon       | Hoger taxon      |
| --------------- | ---------------- | ------------------------ | ---------------- | ---------------- | ----------- | ----------------- | ---------------- |
| Linheraptor     | L. exquisitus    | Velociraptorinae         | Dromaeosauridae  | Deinonychosauria | Maniraptora | Maniraptoriformes | Theropoda        |
| ? Tsaagan       | T. mangas        | Velociraptorinae         | Dromaeosauridae  | Deinonychosauria | Maniraptora | Maniraptoriformes | Theropoda        |
| Velociraptor    | V. osmolskae     | Velociraptorinae         | Dromaeosauridae  | Deinonychosauria | Maniraptora | Maniraptoriformes | Theropoda        |
| Saurornithoides | S. mongoliensis  | Troodontidae             | Deinonychosauria | Paraves          | Maniraptora | Maniraptoriformes | Theropoda        |
| Linhevenator    | L. tani          | Troodontidae             | Deinonychosauria | Paraves          | Maniraptora | Maniraptoriformes | Theropoda        |
| Philovenator    | P. curriei       | Troodontidae             | Deinonychosauria | Paraves          | Maniraptora | Maniraptoriformes | Theropoda        |
| Linhenykus      | L. monodactylus  | Parvicursorinae          | Alvarezsauridae  | Alvarezsauroidea | Maniraptora | Maniraptoriformes | Theropoda        |
| Oviraptor       | O. philoceratops | Oviraptoridae            | Oviraptoroidea   | Oviraptorosauria | Maniraptora | Maniraptoriformes | Theropoda        |
| Machairasaurus  | M. leptonychus   | Ingeniinae (Heyuanninae) | Oviraptoridae    | Oviraptorosauria | Maniraptora | Maniraptoriformes | Theropoda        |
| Wulatelong      | W. gobiensis     | Oviraptoridae            | Caenagnathoidea  | Oviraptorosauria | Maniraptora | Maniraptoriformes | Theropoda        |
|                 |                  | Oviraptoridae indet.     |                  | Oviraptorosauria | Maniraptora | Maniraptoriformes | Theropoda        |
| Tarbosaurus     | indet.           | Tyrannosauridae          | Tyrannosauroidea | Tetanurae        | Averostra   | Neotheropoda      | Theropoda        |
|                 |                  | Tyrannosauridae indet.   | Tyrannosauroidea | Tetanurae        | Averostra   | Neotheropoda      | Theropoda        |
|                 |                  |                          |                  |                  |             |                   | Theropoda indet. |
|                 |                  |                          |                  | Sauropoda indet. |             |                   |                  |

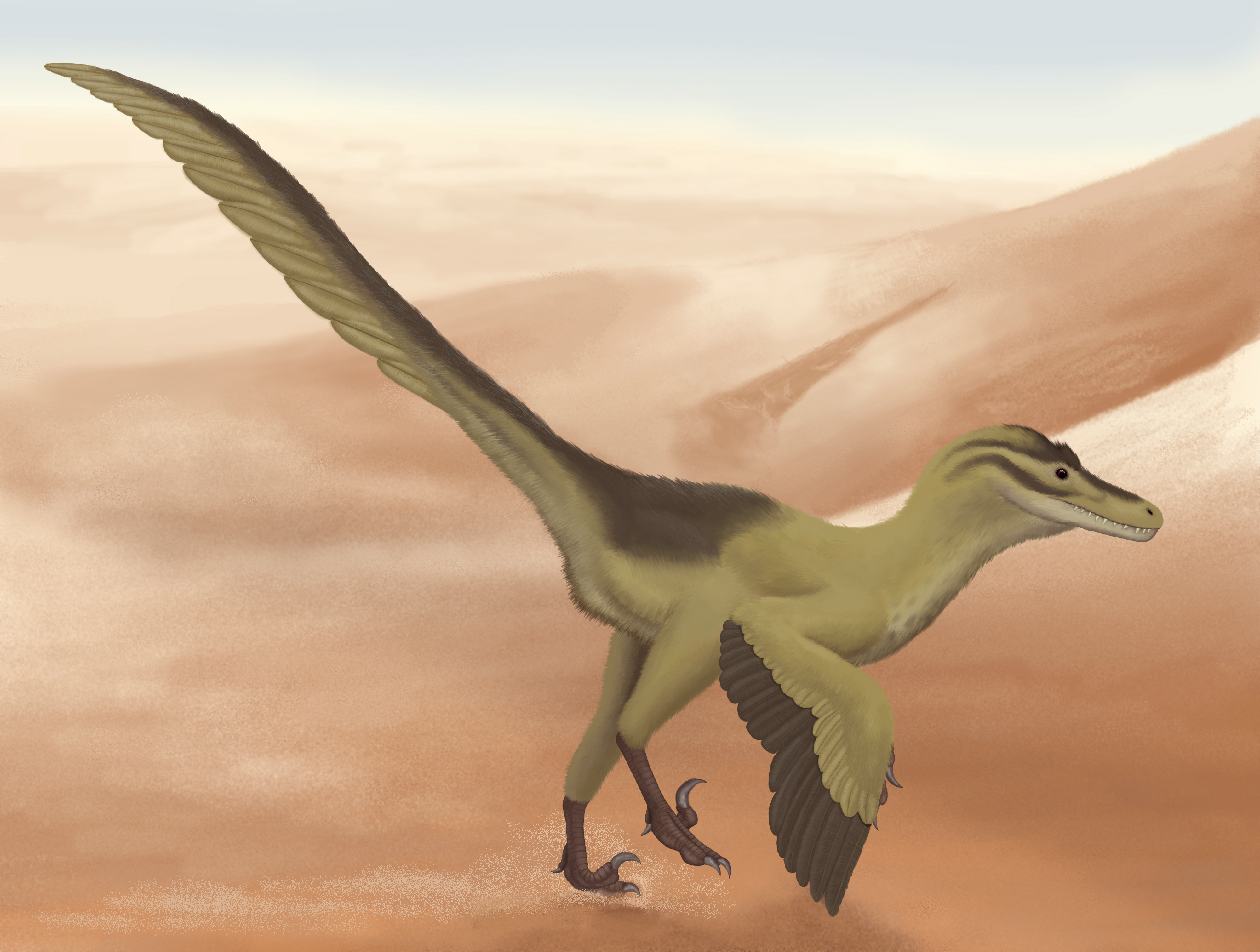
Linheraptor exquisitus
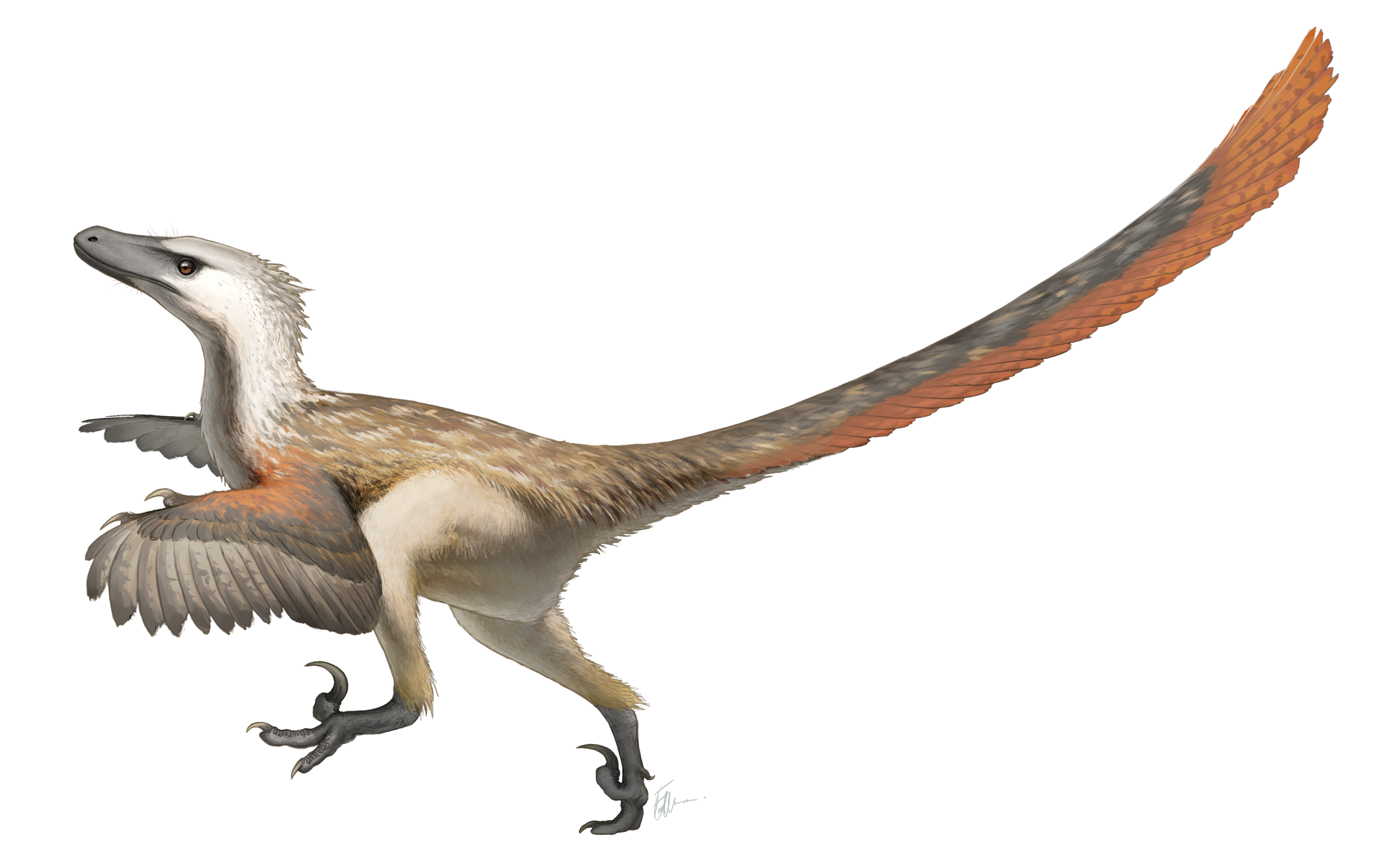
Velociraptor osmolskae
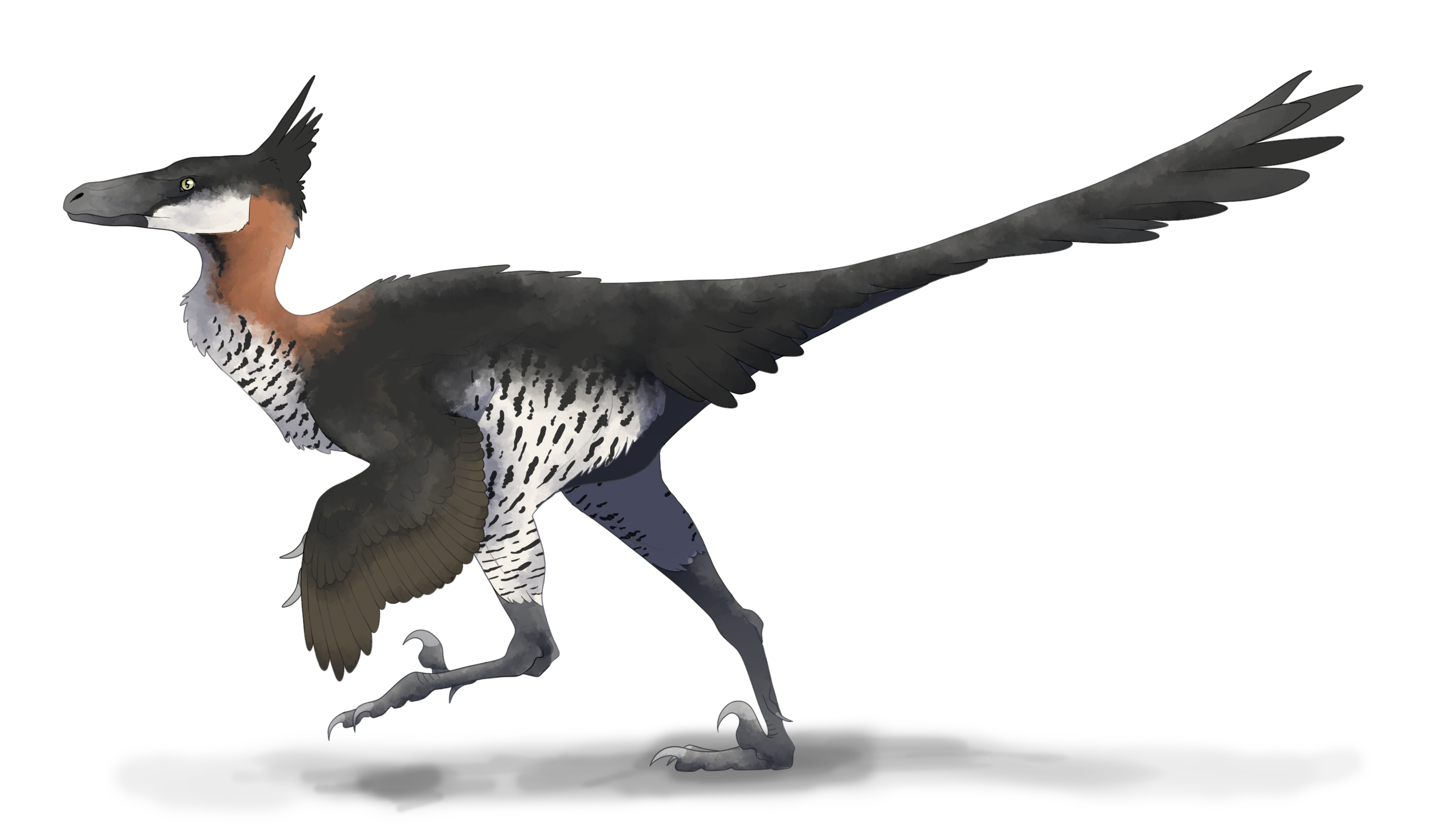
Saurornithoides mongoliensis

### Crocodylomorpha (krokodilachtigen)
| Genus       | Species           | Hoger taxon      | Hoger taxon | Hoger taxon | Hoger taxon      | Hoger taxon            |
| ----------- | ----------------- | ---------------- | ----------- | ----------- | ---------------- | ---------------------- |
| Shamosuchus | S. djadochtaensis | Paralligatoridae | Neosuchia   | Metasuchia  | Mesoeucrocodylia | Crocodyliformes        |
|             |                   |                  |             |             |                  | Crocodyliformes indet. |

### Squamata (schubreptielen)
| Genus             | Species           | Hoger taxon            | Hoger taxon          | Hoger taxon  | Hoger taxon             |
| ----------------- | ----------------- | ---------------------- | -------------------- | ------------ | ----------------------- |
| Isodontosaurus    | I. gracilis       | Gobiguania             | Iguanoidea           | Iguania      | Lacertilia (hagedissen) |
| Anchaurosaurus    | A. gilmorei       | Gobiguania             | Iguanoidea           | Iguania      | Lacertilia              |
| Xihaina           | X. aquilonia      | Iguanidae              | Pleurodonta          | Iguania      | Lacertilia              |
| Mimeosaurus       | M. crassus        | Priscagamidae          | Chamaeleontiformes   | Iguania      | Lacertilia              |
| Priscagama        | P. gobiensis      | Priscagamidae          | Chamaeleontiformes   | Iguania      | Lacertilia              |
| Pleurodontagama   | P. aenigmatoides  | Priscagamidae          | Chamaeleontiformes   | Iguania      | Lacertilia              |
| Carusia           | C. intermedia     | Carusioidea            | Anguimorpha          | Iguania      | Lacertilia              |
| Parviderma        | P. inexacta       | Platynota              | Anguimorpha          | Iguania      | Lacertilia              |
| Gobiderma         | G. pulchrum       | Monstersauria          | Anguimorpha          | Iguania      | Lacertilia              |
| Conicodontosaurus | C. djadochtaensis | Teiidae                | Polyglyphanodontinae | Scincomorpha | Lacertilia              |
| ? Gobinatus       | G. arenosus       | Teiidae                | Polyglyphanodontinae | Scincomorpha | Lacertilia              |
| ? Tchingisaurus   | T. multivagus     | Teiidae                | Polyglyphanodontinae | Scincomorpha | Lacertilia              |
| Adamisaurus       | A. magnidentatus  | Teiidae                | Polyglyphanodontinae | Scincomorpha | Lacertilia              |
| Sineoamphisbaena  | S. hexatabularis  | Polyglyphanodontidae   | Amphisbaenia         | Scincomorpha | Lacertilia              |
| Globaura          | G. venusta        | Globauridae            | Ardeosauroidea       | Scincomorpha | Lacertilia              |
| Parmeosaurus      | P. scutatus       | familia incertae sedis | ? Scincoidea         | Scincomorpha | Lacertilia              |

### Testudines (schildpadden)
| Genus     | Species            | Hoger taxon        | Hoger taxon   | Hoger taxon  | Hoger taxon |
| --------- | ------------------ | ------------------ | ------------- | ------------ | ----------- |
| Zangleria | Z. neimongoliensis | Nanhsiungchelyidae | Trionichoidea | Eucryptodira | Cryptodira  |
| Basilemys | sp.                | Nanhsiungchelyidae | Trionichoidea | Eucryptodira | Cryptodira  |

### Fossiele eieren
Tijdens de expedities van het Dinosaur Project (een samenwerking van Chinese, Canadese en ExTerra wetenschappers) naar de Gobi van Binnen-Mongolië in 1988 en 1990, werden in de buurt van het dorp Bayan Mandahu in de redbeds van het Campanien een thanatocoenose gewervelde fossielen gevonden en 'nesten' met Dinosauriëreieren die bijna identiek is aan, maar rijker is dan die van de Djadochtaformatie van Mongolië. Twee kleine geografische gebieden van de redbeds, het North Canyon- en het Gategebied, werden grondig onderzocht. Eieren van Dinosauriërs en van andere gewervelden komen zowel in clusters (nesten) als geïsoleerd voor. De hoedanigheid 'nesten' werd afgeleid louter van het feit dat de structuur van de sedimenten die deze eierenclusters omgeven karakteristiek uniform is, en dus geen informatie levert over de vorm van deze nesten. Er kunnen zes verschillende types eieren onderscheiden worden te Bayan Mandahu. Omdat geen enkel ei geassocieerde embryonische resten bevat, kan er geen enkel met zekerheid aan een Dinosauriërsoort of aan een andere soort gewervelde toegewezen worden. Het kleinste type ei is door slechts één exemplaar vertegenwoordigd dat minder dan 1,5 cm lang is. Het lijkt op een klein vogelei en is aan één uiteinde smaller. Het tweede type ei is ongeveer 2,5 cm lang, komt relatief algemeen voor in Mongolië en wordt toegewezen aan Gobipteryx (klasse vogels, klade Enantiornithes, familie Gobipterygidae). Maar fossielen van deze vogel komen voor in de sedimenten van Barun Goyot, niet in die van de Djadochtaformatie die zowel qua ouderdom als fossielinhoud sterk gecorreleerd is aan de Bayan Mandahuformatie. Het is dus onzeker dat dit type ei in de Bayan Mandahuformatie afkomstig is van Gobipteryx. Een derde type ei is bijna rond en heeft een diameter van tussen de zes en acht centimeter. Dit kunnen eieren van carnivore Dinosauria zijn omdat de vorm overeenkomt met de vorm van eieren die aan Allosaurus werden toegewezen. Maar meer langwerpige eieren werden ook voorlopig als Theropode eieren geïdentificeerd.
De meerderheid van de door het Dinosaur Project ontdekte eieren vertegenwoordigt twee langwerpige types. Het type dat over het algemeen aan Protoceratops toegewezen wordt is achttien tot twintig centimeter lang met langwerpige strepen op de dikke eierschaal. Eieren van dit type worden meestal gevonden in clusters die tot dertig stuks bevatten en werden in paren in een tot drie lagen dikke cirkelvormige spiraal gelegd. Ze staan onder een hoek naar binnen wijzend naar het centrum van de cluster, waar zich geen eieren bevinden. Deze clusters kunnen volgens Rozhdestvensky, 1977 gebaseerd op de relatief grote afmetingen van volwassen Ankylosauria in vergelijking met de afmetingen van volwassen Protoceratopidae, van de eerste groep afkomstig zijn. Mikhailov wees ze toe aan Theropoda. Het tweede type langwerpig ei is met een lengte van veertien centimeter kleiner dan het eerste langwerpige type, heeft een dunnere, gladdere schaal en is op basis van de afmetingen een betere kandidaat voor het Protoceratopide ei. Dit is het type dat Mikhailov toewees aan Protoceratopidae. Een vindplaats in het Gategebied leverde grote ronde eieren met een relatief dikke schaal. Ze kunnen goed vergeleken worden met Sauropode eieren die heel regelmatig in Frankrijk gevonden worden, maar ook Hadrosauridae leggen eieren met deze vorm. Volgens Jerzykiewicz et al. (1993), is de ontdekking van grote hoeveelheden fossiele eieren van gewervelden te Bayan Mandahu een indirecte ondersteuning voor de conclusie van hun onderzoek dat het klimaat er gedurende het Laat-Campanien semi-aride was. Op vele vindplaatsen van Dinosauriëreieren in Noord-Amerika worden deze immers karakteristiek aangetroffen in associatie met paleosolen die droog en kalkhoudend waren, kenmerken die gelinkt worden aan een droog of een seizoensgebonden droog klimaat.
In 1990 vond het Dinosaur Project te Bayan Mandahu een onvolledig skelet van de kleine vleeseter Oviraptor philoceratops bovenop een nest met eieren. Van de zes bekende specimina van deze soort uit het Gobigebied is dit het tweede exemplaar dat aangetroffen werd in interactie met eieren op het moment dat het begraven werd door zand tijdens een zandstorm. Er zijn drie mogelijke verklaringen voor de associatie met de eieren. Ofwel betreft het hier een broedend exemplaar dat probeerde de eieren van een zandstorm af te schermen maar door het zand bedolven en verstikt werd, ofwel betreft het een vrouwelijk dier dat stierf tijdens het afzetten van de eieren, ofwel is het een exemplaar dat de eieren aan het opeten was en door een zandstorm verrast werd.

### Ichnofossielen
De eolische afzettingen te Bayan Mandahu bevatten overvloedige sporenfossielen (ichnofossielen). De meest voorkomende zijn : boorgangen in beenderen, rhizolieten, de ichnogenera Ancorichnus en Taenidium met meniscate graafgangen (menisci) en Teichichnusachtige tabulaire (gelaagde) of spiraalvormige retrusieve spreiten (van het Duitse Spreite, wat 'blad' en meer bepaald 'bladlichaam' betekent). Dit zijn gebogen, gestapelde, gelaagde structuren die kenmerkend zijn voor bepaalde sporenfossielen en worden gevormd door gravende ongewervelde organismen die heen en weer tunnelen door sediment op zoek naar voedsel (sedimenteters). Het organisme beweegt juist voldoende loodrecht aan het begin van elke over-en-weer-beweging, zodat het een eerder getunneld gebied niet opnieuw bewerkt en er zo voor zorgt dat het alleen door vers, onbewerkt sediment beweegt. Er worden algemeen twee soorten spreiten erkend. Uitgestrekte spreiten zijn het resultaat van bewegingen van gravende organismen weg van de ingang van de graafgangen (een neerwaartse beweging), terwijl retrusieve spreiten het gevolg zijn van bewegingen naar de ingang van de graafgangen (een opwaartse beweging). Retrusieve spreiten worden ook wel 'ontsnappingsgraafgangen' genoemd, omdat ze pogingen vertegenwoordigen van gravende organismen om tijdens perioden van hoge sedimentatie te voorkomen dat de ingang van de graafgangen begraven wordt. Ze ontsnappen aan te diep begraven worden door geleidelijk opwaarts te tunnelen, waarbij ze een gestapelde (gelaagde of laminaire) verticale opeenvolging van sediment achter zich vormen. Spreiten verschillen van menisci, platte tot licht gebogen, opvullende structuren die in sommige buisvormige graafgangen worden aangetroffen. Menisci worden gevormd wanneer gravende organismen sediment en soms ook uitwerpselen achter zich opstapelen terwijl ze door de graafgangen bewegen. Omdat menisci en spreiten verschillende gedragingen vertegenwoordigen, is het onderscheid tussen spreiten en meniscate graafgangen een belangrijk criterium voor de identificatie van bepaalde ichnotaxa. Er werd slechts één gewerveld ichnofossiel gevonden, nl. een pootafdruk van waarschijnlijk een hagedis. De structuurloze, te zachte eolische afzettingen zijn waarschijnlijk de oorzaak van de zeldzaamheid van zulke sporen. Ondanks de vele gewervelde fossielen werden er geen holen of coprolieten gevonden die zonder twijfel associeerbaar zijn met gewervelden. De ongewervelde ichnofossielen komen algemeen voor in zowel afzettingen met kriskras-gelaagdheid als in de eolische sedimenten. Ze zijn goed gepreserveerd, wat aangeeft dat de afzettingen waarin ze voorkomen minstens seizoensgebonden vochtig en samenhangend waren. De ichnogenera Taenidium en Ancorichnus worden soms in dichte concentraties, die relatief op dichte verzamelingen rhizolieten lijken, aangetroffen. Meestal echter kunnen deze ichnogenera gemakkelijk van rhizolieten onderscheiden worden omdat ze inwendig goed ontwikkelde meniscate laminae hebben en niet vertakken of puntvormig uitlopen. Teichichnusachtige spreiten kunnen afmetingen bereiken van enkele tientallen centimeters tot verschillende meters en sommige hebben een complexe structuur en vertonen talrijke tunnels en knobbels. De Teichichnusachtige structuren en ook minstens enkele van de meniscate graafgangen werden mogelijk gevormd door selectieve sedimenteters. Indien dit zo is betekent dit dat de eolische afzettingen oorspronkelijk aanzienlijke hoeveelheden organisch materiaal bevatten dat niet gepreserveerd is.